# Lou Vorst
Levi (Lou) Vorst (Amsterdam, 8 oktober 1903 - Rehovot, 28 juli 1987) was een Nederlandse opperrabbijn.

## Leven en werk
Vorst werd geboren in een Amsterdamse diamantairsfamilie. Hij trouwde met Henriette van Gelder, dochter van de Haagse rabbijn Izak van Gelder. Van Gelder stierf in Tröbitz, het eindpunt van het verloren transport, in 1945 en werd begraven in de buurt van het spoor. Uit dit huwelijk werd onder anderen zoon rabbijn Ies Vorst geboren.
Vorst studeerde aan het Nederlands Israëlietisch Seminarium en klassieke letteren aan de Universiteit van Amsterdam. Hij was aanvankelijk actief in het onderwijs en gaf les aan diverse scholen in Amsterdam, onder andere bij het Beth Hamidrasj (1928) en het Jongensweeshuis aan de Amstel in Amsterdam. In 1928 behaalde hij de maggied-titel. Opperrabbijn Bernard Davids haalde Vorst in 1931 naar Rotterdam, waar hij aan de slag ging als hoofd van het Joodse onderwijs.
Tijdens de Tweede Wereldoorlog werden Davids en Vorst gedeporteerd. Vorst verbleef vanaf mei 1943 acht maanden in Kamp Westerbork en vervolgens vijftien maanden in Bergen-Belsen. Na de oorlog keerde hij terug naar Rotterdam, waar hij de taken van de omgekomen Davids op zich nam. In 1946 werd hij door de kerkenraad gemachtigd de titel van rabbijn te voeren. Hij stond daarbij onder supervisie van waarnemend opperrabbijnen Justus Tal en S. Rodrigues Pereira.

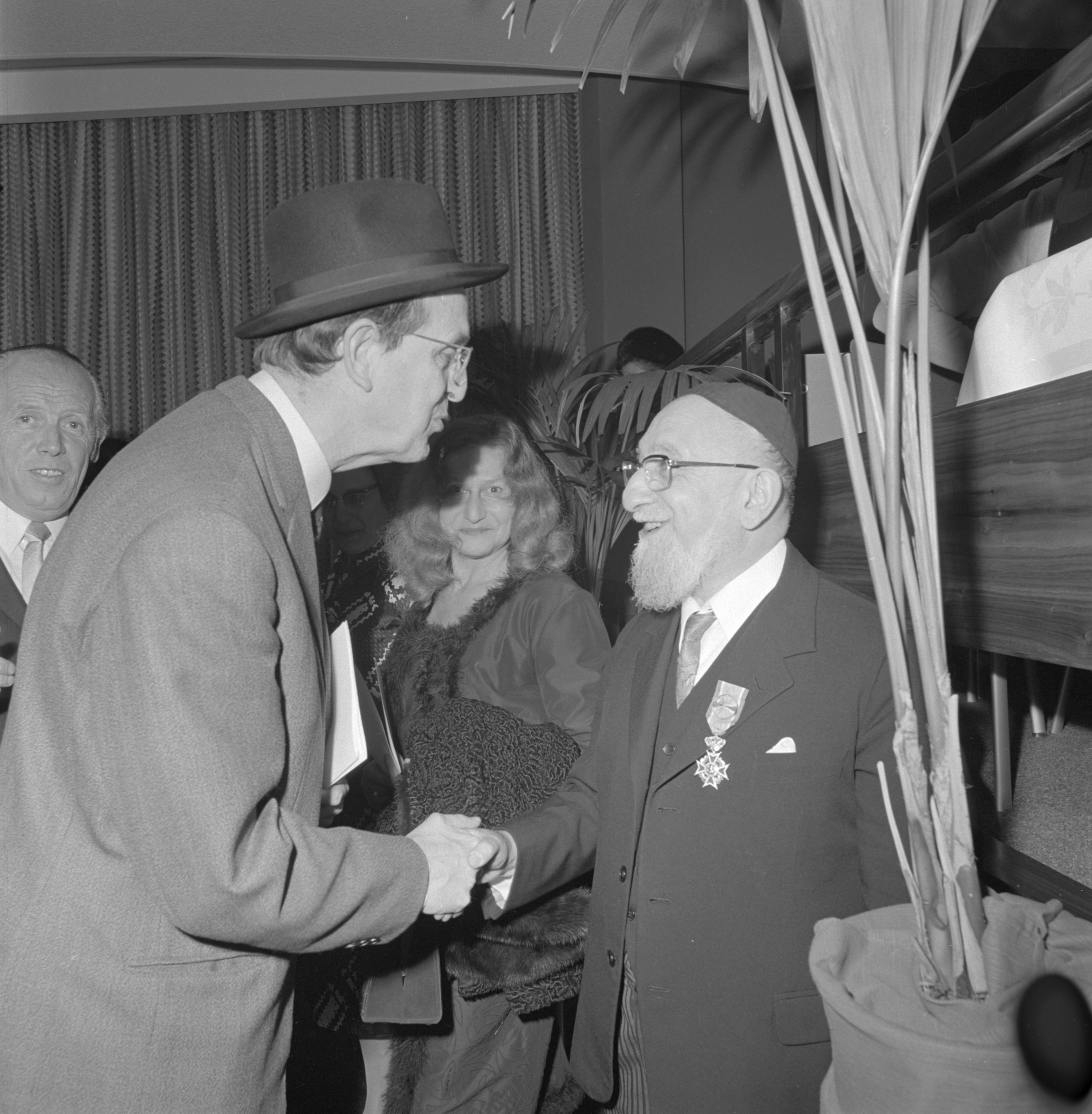
F.J. Krop (links) en Vorst bij zijn afscheid in 1971 als opperrabbijn

Van 1952 tot 1957 was hij docent aan de Joodse hbs in Amsterdam. In 1959 behaalde hij de moré-titel en werd Vorst benoemd tot opperrabbijn van Rotterdam. Vorst werd een aantal keren onderscheiden: hij kreeg de Draagmedaille van de Kerkeraad van Rotterdam en werd ingeschreven in het Gouden Boek van het J.N.F., bij zijn afscheid in 1971 werd hij benoemd tot Officier in de Orde van Oranje-Nassau. Na zijn pensionering vestigde hij zich in Israël, waar hij op 83-jarige leeftijd overleed.